# 불갑사
불갑사(佛甲寺)는 전라남도 영광군에 위치한 불갑산(516m) 기슭에 자리잡은 사찰이다. 상사화로 유명한 곳이다.
백제 침류왕(384년) 때 마라난타 존자가 백제에 불교를 전래하면서 제일 처음 지은 불법도량이라는 점을 반영하여 절이름을 불갑사라 하였다.천왕문 안에는 신라 진흥왕 때 연기조사가 목각하고 고종 1년에 설두선사가 불갑사를 중수하면서 폐사된, 전북 무장연기사에서 옮겨왔다고 전해지는 사천왕상이 모셔져 있다. 천왕문 우측에는 1층과 2층에 각각 종과 북이 걸린 육각누각이 있고 그 누각 옆에 참식나무 한 그루가 있다. 보물 제830호로 지정된 대웅전은 정면 3칸, 측면 3칸의 팔작지붕 건물로 정면과 측면 모두 가운데 세 짝 문을 연화문과 국화문으로 장식했고 좌우칸에는 소슬 빗살무늬로 처리하여 분위기가 매우 화사하다. 불갑사 안에는 만세루·명부전·일광당 그리고 요사채가 있고, 절 뒤에는 천연기념물 제112호로 지정된 참식나무 군락이 있다.

## 문화재
- 보물 제830호 - 영광 불갑사 대웅전
- 보물 제1377호 - 영광 불갑사 목조석가여래삼불좌상
- 보물 제1470호 - 영광 불갑사 불복장 전적
- 천연기념물 제112호 - 영광 불갑사 참식나무 자생북한지
- 전라남도 시도유형문화재 제159호 - 불갑사사천왕상
- 전라남도 시도유형문화재 제306호 - 영광 불갑사 대웅전 삼세불회도
- 전라남도 시도유형문화재 제307호 - 영광 불갑사 팔상전 영산회상도
- 전라남도 시도유형문화재 제308호 - 영광 불갑사 지장시왕도
- 전라남도 시도유형문화재 제311호 - 영광 불갑사 동종
- 전라남도 문화재자료 제166호 - 불갑사만세루
- 전라남도 문화재자료 제205호 - 영광불갑사고적급위시답병록